# Ploumagoar
Ploumagoar is een gemeente in het Franse departement Côtes-d'Armor (regio Bretagne). De plaats maakt deel uit van het arrondissement Guingamp. Ploumagoar telde op 1 januari 2022 5.418 inwoners.

## Geografie
De oppervlakte van Ploumagoar bedroeg op 1 januari 2022 32,07 vierkante kilometer; de bevolkingsdichtheid was toen 168,9 inwoners per km².
De onderstaande kaart toont de ligging van Ploumagoar met de belangrijkste infrastructuur en aangrenzende gemeenten.

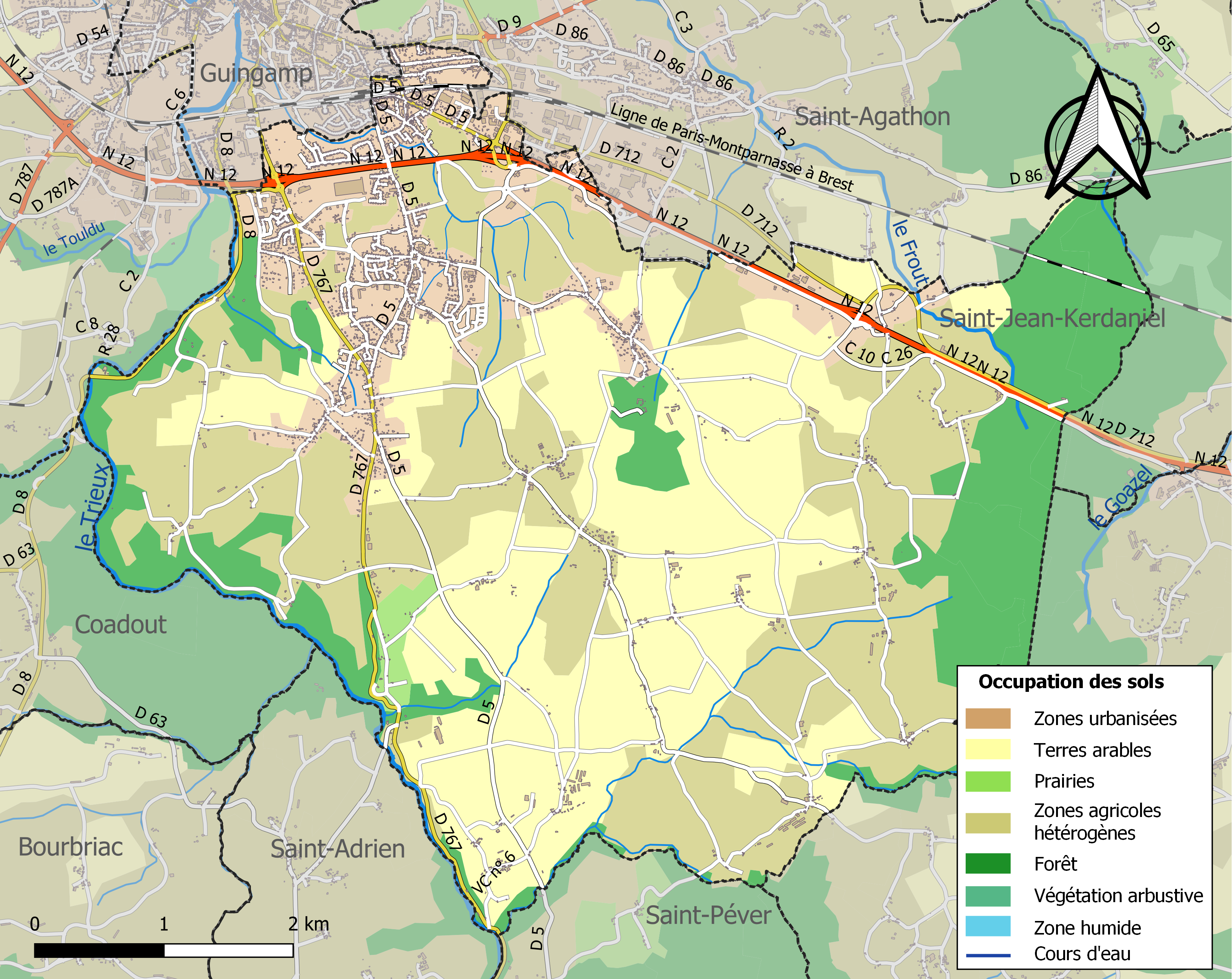

## Demografie
Onderstaande figuur toont het verloop van het inwonertal (bron: INSEE-tellingen).